# ألاشستيات
الألاشستيات أو فراشات صانعات أنفاق أوراق الحشائش (الاسم العلمي: Elachistidae) هي فصيلة من الحشرات تتبع رتبة حرشفيات الأجنحة من طائفة الحشرات.

## التصنيف
- الإثمياوات
  - الإثميا